# Самарін Дмитро Володимирович
Дмитро Володимирович Самарін (рос. Дмитрий Владимирович Самарин; 4 жовтня 1984, м. Електросталь, Росія) — російський хокеїст, захисник. Виступає за «Титан» (Клин) у Вищій хокейній лізі.
Вихованець хокейної школи «Кристал» (Електросталь). Виступав за «Елемаш» (Електросталь), «Кристал» (Електросталь), «Хімік» (Митищі), «Амур» (Хабаровськ), «Хімік» (Воскресенськ), «Крила Рад» (Москва).